# Detroit City Apartments
El Detroit City Apartments es un rascacielos en el Downtown de Detroit, Míchigan. Fue construido en 1981 en estilo brutalista en el Washington Boulevard. Tiene 28 pisos de altura y mide 80.86 m.

## Historia
Fue construido en 1981 con el nombre de Trolley Plaza por la línea de tranvía  del Washington Boulevard. Está ubicado en 1431 Washington Boulevard y ocupa el bloque bordeado por Clifford Street, Grand River Avenue y Washington Boulevard. En 2009, Village Green lo compró y le cambió el nombre por Washington Square Apartments. En 2013 comenzaron a llamarse Detroit City Apartments.
Un estacionamiento ocupa los primeros cinco pisos. El sexto, que se extiende fuera de la estructura del estacionamiento, incluye el lobby, la piscina, el gimnasio, la cancha de tenis y otras instalaciones. Los penthouse son dúplex y ocupan los pisos 27 y 28.

## Alrededores

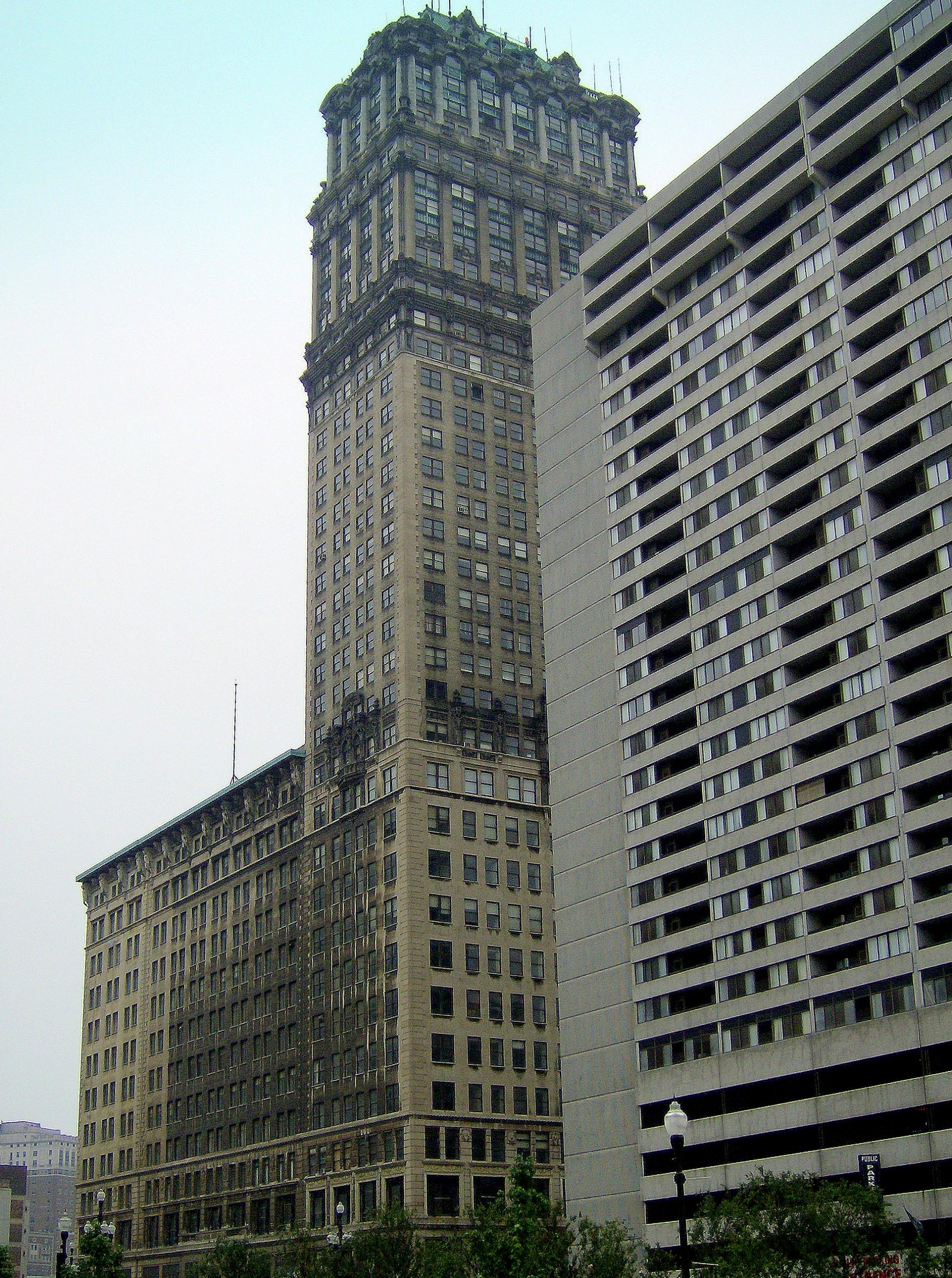
El Detroit City Apartments.

El Detroit City Apartments se encuentra en el Distrito Histórico del Boulevard Washington, en las inmediaciones de otros rascacielos como la Book Tower, el Industrial Building y el Washington Boulevard Building de Louis Kamper. Hasta 2005 colindaba con el Hotel Statler, frente al Grand Circus Park, pero este fue demolido.
Junto al Detroit City Apartments se encuentra la estación Times Square del Detroit People Mover. 